# توماس روجاس
توماس روجاس (بالإسبانية: Tomás Rojas)‏ (17 مارس 1997 بباراغواي - ) هو مدرب كرة قدم ولاعب كرة قدم باراغواياني في مركز الوسط. لعب مع نادي سول دي أميريكا.

## وصلات خارجية
- توماس روجاس على موقع قاعدة بيانات كرة القدم.إي يو (الإنجليزية)
- توماس روجاس على موقع Soccerway.com (الإنجليزية)